# 張榮實
张荣实（1218年—1278年），元朝霸州保定县（今河北省霸州市南）人，金朝信安守将、北平公张进的儿子。
张荣实随父亲归降蒙古，以质子入宿卫。窝阔台时，由宿卫充征行水军千户，统领水军，参与攻打南宋。后来改任雄州保定新城长官。1244年，跟随察罕率军至淮上大战宋将呂文德。因为惯习水战，多次有功。中统元年（1260年），授为水军万户。中统三年（1262年），跟随史天泽讨平李璮反元之乱，之后镇守胶西。至元五年（1268年），跟随阿朮攻打襄阳，击败夏貴，擒获张顺，又攻樊城。至元十一年（1274年），增领新军，从伯颜南征灭宋，率部先行。参与江陵、太湖战役，从阿里海牙攻岳州，迫降宋将高世杰，击破沙洋、新城，攻克江陵。又攻打江西隆兴，擒获宋将密佑。至元十三年（1276年），担任福建道宣慰使，进兵广东，攻破迫降韶州。至元十四年（1277年），担任江东宣慰使、行省参知政事。至元十五年（1278年），担任湖北道宣慰使、诸路水军万户，不久病故。